# Daughters of Bilitis
Daughters of Bilitis (DOB) (deutsch: Töchter der Bilitis) ist die erste lesbische Bürgerrechtsorganisation in den Vereinigten Staaten, die sich 1955 in San Francisco bildete.  Die Gruppe wurde gegründet, um eine Alternative zu lesbischen Bars zu bieten, da diese in den 1950er Jahren von zweifelhafter Legalität waren und deshalb den Schikanen der Polizei ausgesetzt waren.  Die Gründerinnen der Daughters of Bilitis behaupten, seinerzeit keine Kenntnisse von schwulen Gruppen, wie beispielsweise der Organisation Mattachine Society, gehabt zu haben, so dass es erst mal zwischen den beiden tragenden Säulen der Lesben- und Schwulenbewegung noch keine Kontakte gab.
Die Daughters of Bilitis waren in den 1950er und 1960er Jahren die einflussreichste lesbische Organisation der Vereinigten Staaten, bis sie in den 1970er Jahren durch die Frage gespalten wurden, inwiefern die Organisation sich mehr der Lesben- und Schwulenbewegung oder der feministischen Bewegung zurechnen sollte. Heute ist die Existenz der Organisation nicht mehr gesichert, wobei es 1992 noch Berichte über die Existenz eines Ortsvereins der Organisation in Cambridge (Massachusetts) gab.
Der Name Daughters of Bilitis wurde in Anlehnung an den Namen anderer Organisationen wie Daughters of the American Revolution, Daughters of the Republic of Texas und United Daughters of the Confederacy erfunden. Bilitis war der Name einer fiktiven lesbischen Zeitgenossin von Sappho, die der französische Dichter Pierre Louÿs für sein Werk Les Chansons de Bilitis 1894 ersann.

## Untergliederungen von DOB
Auf dem Höhepunkt der Organisation bestanden Untergliederungen quer durch die Vereinigten Staaten und in Australien. So bestanden unter anderem örtliche Gruppen in New York City, Los Angeles, New Jersey, Detroit, Chicago, Reno, Philadelphia, Cambridge und Boston.

## Bedeutende Mitglieder
Viele prominente Feministinnen und Lesben waren Mitglieder in Daughters of Bilitis Untergliederungen, unter anderem:
- Ti-Grace Atkinson, Mitglied – Daughters of Bilitis, New York City, Autorin und Gründerin von The Feminists
- Barbara Gittings, Mitgründerin und erste Präsidentin – Daughters of Bilitis, New York City
- Lorraine Hansberry, Autorin für  The Ladder, Dramatikerin
- Del Martin und Phyllis Lyon, Mitgründerinnen von Daughters of Bilitis und Autorinnen
- Ellen Povill, Mitglied – Daughters of Bilitis, New York City
- Ruth Simpson, Präsidentin – Daughters of Bilitis New York City, Gründerin des ersten lesbischen Community Centers; Autorin des Buchs  From the Closet to the Courts[1]
- Kay Lahusen, Mitglied – Daughters of Bilitis New York City, Autorin von The Gay Crusaders
- Marion Zimmer Bradley, Mitglied, Autorin

## Publikationen von Daughters of Bilitis
Die regelmäßig erscheinende Publikation von Daughters of Bilitis trug den Namen The Ladder. The Ladder erschien erstmals 1956 mit der Hilfe der Organisationen ONE, Inc. und Mattachine Society, mit denen Daughters of Bilitis freundschaftliche Beziehungen aufgebaut hatte. Der Name des Journals nimmt Bezug auf Platons pädagogische Hierarchie: the ladder of beauty.